# Strzelanina w Santa Fe High School
Strzelanina w Santa Fe High School – masowe morderstwo, do którego doszło 18 maja 2018 roku na terenie szkoły średniej w Santa Fe w stanie Teksas w Stanach Zjednoczonych. Sprawcą był 17-letni uczeń szkoły, Dimitrios Pagourtzis. W wyniku strzelaniny zginęło 10 osób, a 13 zostało rannych.

## Przebieg strzelaniny
Sprawca, uzbrojony w rewolwer i strzelbę, wtargnął do klasy około godziny 7:40 na lekcję plastyki i wkrótce potem zaczął strzelać. Tuż przed otworzeniem ognia miał wykrzyknąć: Niespodzianka!, po czym zabił uczennicę przez strzał w klatkę piersiową i przez kilkanaście minut krążył między klasami w szkolnym kompleksie klas plastycznych, strzelając do uczniów i nauczycieli. W ataku zginęło ośmioro uczniów i dwóch nauczycieli. Jedna z rannych osób powiedziała w wywiadzie, że strzelec podczas ataku odtwarzał z ukrytego w ubraniu urządzenia japońską pieśń wojskową z okresu II wojny światowej i śpiewał fragmenty utworu Another One Bites The Dust zespołu Queen. Kiedy padły pierwsze strzały uczniowie zabarykadowali się w jednym z pomieszczeń w klasie plastycznej. Napastnik zaczął strzelać w drzwi pomieszczenia, po czym wyszedł z klasy. Uczniowie wtedy opuścili swoją kryjówkę i chcieli podbiec do drzwi, żeby je zabarykadować, ale strzelec wtedy niespodziewanie wrócił pod pomieszczenie i zaczął strzelać. Atak trwał 25 minut. Po zamachu sprawca podjął próbę samobójczą, jednak ostatecznie zabrakło mu odwagi. Kwadrans później doszło do krótkotrwałej wymiany ognia, podczas której sprawca został postrzelony i obezwładniony przez policję.

## Sprawca
Sprawcą strzelaniny jest 17-letni Dimitrios Pagourtzis (ur. 12 października 2000), uczeń szkoły średniej w Santa Fe, w której dokonał masakry. Sprawca z pochodzenia jest Grekiem. Według niektórych uczniów Pagourtzis był zastraszany w szkole przez uczniów oraz wyśmiewany przez szkolnych trenerów sportowych. Dyrekcja placówki odrzuciła jednak oskarżenia o przemoc nauczycieli wobec uczniów w szkole, nie zaprzeczyła jednak informacji o przypadkach zastraszania między uczniami.
Napastnik radził sobie dobrze w szkole średniej, w której dokonał zbrodni. Grał w szkolnej drużynie futbolowej i udzielał się w klubie tanecznym przy miejscowej cerkwi prawosławnej. Nauczyciele twierdzili, że Dimitrios był typem cichego samotnika, jednakże nie dostrzegali, żeby te cechy czyniły go skłonnym do agresji. W dniu 30 kwietnia, dokładnie 18 dni przed atakiem, Pagourtzis opublikował na swoim profilu na portalu Facebook fotografię koszulki z napisem Born to kill. Sprawca opublikował także na Facebooku zdjęcie czarnego płaszcza, w który był ubrany w trakcie masakry; zdjęcie było podpisane enigmatyczną sentencją Sierp i młot = Rebelia. Wschodzące słońce = Taktyki Kamikaze. Krzyż Żelazny = Odwaga. Bafomet = Zło. Cthulhu = Siła. Po masakrze profil na Facebooku został zdjęty.
Najprawdopodobniej głównym motywem Pagourtzisa był zawód miłosny. Jedną z ofiar śmiertelnych Pagourtzisa była 16-letnia Shana Fisher, w której morderca miał być obsesyjnie zakochany i którą bezskutecznie usiłował namówić na randkę. Na miesiąc przed strzelaniną Shana oświadczyła Dimitriosowi przed całą klasą, aby dał jej spokój.

## Ofiary
1. Jared Black (17 lat)
2. Shana Fisher (16 lat)
3. Christian Garcia (15 lat)
4. Aaron McLeod (15 lat)
5. Angelique Ramirez (15 lat)
6. Sabika Seikh (17 lat)
7. Christopher Stone (17 lat)
8. Glenda Perkins (lat 64)
9. Cynthia Tisdale (lat 63)
10. Kimberly Vaughan (14 lat)